# Rivara
Rivara (piemonti nyelven Ruvera) egy észak-olasz község (comune) Piemont régióban.
A település a Comunità Montana Alto Canavese része. A település kastélya a Canavesei kastélyok egy tagja.